# Unyiverszityet metróállomás
Az Unyiverszityet (oroszul: Университе́т) egy metróállomás a moszkvai metróban, a Szokolnyicseszkaja vonalon. Két szomszédja a Voribjovi Gori és a Proszpekt Vernadszkovo. 1959-ben nyílt meg, és a Moszkvai Egyetem közvetlen közélében helyezkedik el.

## Építészete
Négyoldalú márványoszlopok határolják a középső csarnokot és a peronokat. Az állomás tervezői: V. Litvinov, M. Markovszkij, L. Lilje és V. Dobrakovszkij. Az állomásra két lejárat vezet, a Vernadszkovo térről és a Lomonoszovszkij térről.

## Fordítás
- Ez a szócikk részben vagy egészben  az   Universitet (Moscow Metro) című angol Wikipédia-szócikk fordításán alapul.  Az eredeti cikk szerkesztőit annak laptörténete sorolja fel. Ez a jelzés csupán a megfogalmazás eredetét és a szerzői jogokat jelzi, nem szolgál a cikkben szereplő információk forrásmegjelöléseként.